# Sarah Waters
Sarah Waters (Neyland, condado de Pembroke, Gales, 21 de julio de 1966) es una escritora británica. Vive actualmente en Londres.
Tras hacer sus estudios en la Universidad de Kent y terminar una tesis sobre literatura inglesa, ha sido librera y profesora.
Su primera novela, El lustre de la perla (Tipping the Velvet, "acariciar el terciopelo" es su traducción) apareció en 1998 y tiene por tema el lesbianismo en la época victoriana (el tercioplelo era uno de los nombres del sexo femenino en el argot de la época). La obra ha sido adaptada por la cadena de televisión BBC II por Andrew Davies bajo la forma de un filme en tres partes.
Su segunda novela, Afinidad (Affinity, 1999), obtuvo el premio Stonewall Book; la acción se desarrolla dentro de una prisión de mujeres en Londres en época victoriana y retoma los temas con que la autora está más a gusto (amor, traición, corrupción, maquiavelismo y suspense) añadiendo un toque de espiritismo. Esta novela fue también adaptada por la cadena de televisión ITV y difundida en Gran Bretaña en la primavera de 2008. Nuevamente fue adaptada por Andrew Davies.
Su tercera novela, Falsa identidad (Fingersmith, 2002) le ha reportado su consagración. La historia procede de uno de los temas de la novela popular (complot, secuestro de niños, mundo de los ladrones como en Oliver Twist) asociados a los amores entre personas del mismo sexo. La BBC I la ha adaptado en 2005, con las actrices Elaine Cassidy, Sally Hawkins e Imelda Staunton. Más recientemente, el director surcoreano Chan-Wook Park ha realizado una nueva adaptación de la novela en la película La doncella (2016). 
En Ronda nocturna (The Night Watch, 2006), obra aparecida en 2006, los personajes (cuatro mujeres, de las cuales tres son lesbianas, y un hombre homosexual) comparten secretos y escándalos en el Londres de los años 40'.
Su última obra, The Little Stranger (The Little Stranger, 2009), es una historia de fantasmas ambientada en la década de los años cuarenta.
Sarah Waters ha sido elegida autora del año por el Sunday Times en 2003 y ha recibido el premio de los libreros y el British Book Award (2002).

## Obras
- El lustre de la perla (Tipping the Velvet, 1998), trad. de Jaime Zulaika, publicada por Anagrama en 2004.
- Afinidad (Affinity, 1999), trad. de Jaime Zulaika, publicada por Anagrama en 2005.
- Falsa identidad (Fingersmith, 2002), trad. de Jaime Zulaika, publicada por Anagrama en 2003.
- Ronda nocturna (The Night Watch, 2006), trad. de Jaime Zulaika, publicada por Anagrama en 2007.
- El ocupante (The Little Stranger, 2009), trad. de Jaime Zulaika, publicada por Anagrama en 2011.
- Los huéspedes de pago (The Paying Guests, 2014), trad. de Jaime Zulaika, publicada por Anagrama en 2017.